# Grammatonotus
Grammatonotus è un genere di pesci marini appartenenti alla famiglia Callanthiidae.

## Distribuzione e habitat
Sono diffusi nelle aree tropicali e subtropicali dell'Indo-Pacifico.
Sono pesci che vivono in acque abbastanza profonde, a qualche centinaio di metri e fino a 500 nei piani circalitorale e batiale.

## Descrizione
Sono pesci di piccola taglia, spesso inferiore a 10 cm. G. crosnieri con 12,8 cm di lunghezza massima nota è la specie di maggiori dimensioni.

## Tassonomia
Il genere comprende 10 specie:
- Grammatonotus ambiortus
- Grammatonotus brianne
- Grammatonotus crosnieri
- Grammatonotus lanceolatus
- Grammatonotus laysanus
- Grammatonotus macrophthalmus
- Grammatonotus pelipel
- Grammatonotus roseus
- Grammatonotus surugaensis
- Grammatonotus xanthostigma